# Pleurothallis obpyriformis
Pleurothallis obpyriformis är en orkidéart som beskrevs av Carlyle August Luer. Pleurothallis obpyriformis ingår i släktet Pleurothallis och familjen orkidéer. Inga underarter finns listade i Catalogue of Life.